# Allez, Yallah !
Pour plus de détails, voir Fiche technique et Distribution.
Allez, Yallah ! est un documentaire français réalisé par Jean-Pierre Thorn et sorti en 2006.

## Fiche technique
- Titre : Allez, Yallah !
- Réalisation :  Jean-Pierre Thorn
- Photographie : Aurélien Devaux et Jean-Pierre Thorn
- Son : Jean-Paul Bernard
- Montage : Sophie Deseuzes
- Musique : Bams
- Production : Cargo Films
- Pays :  France
- Genre : documentaire
- Durée : 116 minutes
- Date de sortie : France - 22 novembre 2006

## Distribution
- Sapho

## Sélections
- Festival de Cannes 2006 (programmation de l' ACID)[1]